# Untere Schwarze Elster
Untere Schwarze Elster este o arie protejată (arie specială de conservare — SAC, sit de importanță comunitară — SCI) din Germania întinsă pe o suprafață de 525 ha, integral pe uscat.

## Localizare
Centrul sitului Untere Schwarze Elster este situat la coordonatele 51°48′10″N 12°51′43″E / 51.8028°N 12.8619°E.

## Înființare
Situl Untere Schwarze Elster a fost declarat sit de importanță comunitară în octombrie 2000 pentru a proteja 1 specie de plante și 10 specii de animale. Situl a fost protejat și ca arie specială de conservare în decembrie 2018.

## Biodiversitate
Situată în ecoregiunea continentală, aria protejată conține 10 habitate naturale: Lacuri eutrofice naturale cu vegetație de tip Magnopotamion sau Hydrocharition, Cursuri de apă de la nivel de câmpie la nivel montan, cu vegetație Ranunculion fluitantis și Callitricho-Batrachion, Pajiști calcaroase din nisipuri xerice, Liziere de ierburi înalte hidrofile de câmpie și de nivel montan până la alpin, Pajiști aluvionare inundabile, de Cnidion dubii, Fânețe de joasă altitudine (Alopecurus pratensis, Sanguisorba officinalis), Păduri de stejar sau de stejar și carpen sub-atlantice și medio-europene de Carpinion betuli, Păduri acidofile de stejar bătrân cu Quercus robur pe câmpii nisipoase, Păduri aluvionare cu Alnus glutinosa și Fraxinus excelsior (Alno-Padion, Alnion incanae, Salicion albae), Păduri mixte riverane de Quercus robur, Ulmus laevis și Ulmus minor, Fraxinus excelsior sau Fraxinus angustifolia, de-a lungul marilor râuri (Ulmenion minoris).
La baza desemnării sitului se află mai multe specii protejate:
- plante (1): Luronium natans
- amfibieni (2): buhai de baltă cu burta roșie (Bombina bombina), triton cu creastă (Triturus cristatus)
- mamifere (2): castor (Castor fiber), vidră de râu (Lutra lutra)
- nevertebrate (2): Graphoderus bilineatus, Ophiogomphus cecilia
- pești (4): avat (Aspius aspius), țipar (Misgurnus fossilis), boarță (Rhodeus amarus), Romanogobio belingi

Pe lângă speciile protejate, pe teritoriul sitului au mai fost identificate 21 de specii de plante, 8 specii de amfibieni, 6 specii de mamifere, 13 specii de nevertebrate, 9 specii de pești, 2 specii de reptile.